# Nadia Campana
Nadia Campana (Cesena, 11 ottobre 1954 – Milano, 6 giugno 1985) è stata una poetessa, traduttrice e saggista italiana.

## Biografia
Nata a Cesena nel 1954 da genitori operai, ha frequentato il liceo classico Vincenzo Monti, occupandosi in quegli anni di etnomusicologia. Quindi si è laureata in lettere presso l'Università di Bologna. Trasferitasi a Milano, ha iniziato a frequentare circoli letterari e a collaborare con riviste e case editrici, insegnando contemporaneamente nella scuola secondaria. Nel 1983 ha tradotto per l'editore Feltrinelli parte dell'opera di Emily Dickinson nel volume Le stanze di alabastro. È autrice di una cinquantina di poesie e di articoli, pubblicati nella raccolta postuma Verso la mente, curata da Milo de Angelis e Giovanni Turci. Ha composto anche una serie di saggi dedicati alla letteratura e al tema melancolia, attualmente inediti. Tra questi, vanno ricordati Finendo e Visione postuma (quest'ultimo parzialmente edito nella rivista "Tratti" nel dicembre 1986). È morta suicida a Milano nel 1985.

## Opera
L'opera poetica di Nadia Campana presenta, pur non vasta, uno stile ben preciso, denotando un raffinato lavoro sul linguaggio e una sperimentazione di forme espressive volte all'esaltazione del sentimento e alla sua paradossale inesprimibilità. La sua scrittura in versi si caratterizza dunque per un'ansia comunicativa in cui l'impossibilità di comunicare spezza un verso originariamente endecasillabo in emistichi irregolari, con rime interne e allitterazioni. Forte è il portato simbolico delle immagini poetiche. 
La sua opera può essere accostata, in Italia, a quella di Amelia Rosselli, che qualche anno prima ha proposto un simile prodotto letterario, nella reinvenzione poetica del linguaggio lirico italiano (secondo ciò che Pier Paolo Pasolini ebbe a definire nella categoria del "lapsus").
Si rileva l'influenza della poesia femminile statunitense, in particolare di Emily Dickinson, di cui fu traduttrice.
Sul piano saggistico, Nadia Campana si concentra sul rapporto tra letteratura e melanconia, con un'analisi psicologico-ermeneutica che ricorda da vicino le pagine del saggio Sulla malattia di Virginia Woolf.